# 费雷拉-埃尔博尼奥内
费雷拉-埃尔博尼奥内（義大利語：Ferrera Erbognone），是意大利帕维亚省的一个市镇。总面积19平方公里，人口1142人，人口密度60.1人/平方公里（2009年）。国家统计（ISTAT）代码为018062。